# Дрожки

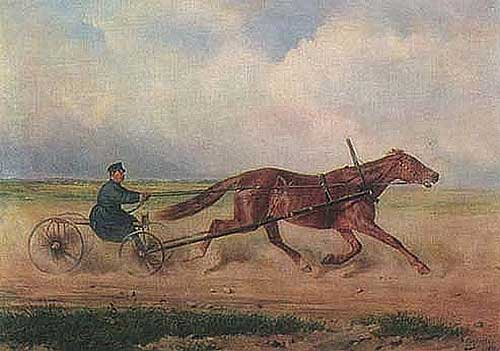
М. Є. Свєрчков. «Орловська кобила Краса на бігу в дрожках», 1870 р.

Дро́жки, рідко дрожка — невеликий легкий двомісний візок на ресорах. Вживався до початку XX століття.

## Історія
Первісно дрожки являли собою дуже примітивну повозку: насади з'єднувалися довгими брусами-підтоками, зверху укладали дошку, яка і служила сидінням (такі дрожки іноді називали «трясучками»). Пізніше дрожки вдосконалили, додали до них ресори й кузов. Іноді вдосконалені дрожки називали колясками. У Словнику Брокгауза і Єфрона вказується, що візницькі дрожки початку XX ст. належать до фаетонів, але однокінних.
Дрожки були переважно міським екіпажем, для далеких поїздок їх не використовували.

## Бігові дрожки
Бігові дрожки чи бігунки — легкі двомісні дрожки, запряжені одним конем. Винахід бігових дрожок пов'язують з ім'ям графа О. Г. Орлова-Чесменського. Використовувалися поміщиками чи їхніми управителями для об'їзду маєтку, поїздок до найближчих сусудів (заміняли сучасний велосипед). Управляв конем один з сідоків.
До кінця XIX ст. бігові дрожки служили для випробування рисистих коней з російською упряжжю (дуга і голоблі). З 1880 років поступово витіснені американками і гойдалками.

## Каліберні дрожки
Каліберні дрожки чи калібер, гітара — московська назва безресорних (чи на простих малих ресорах) дрожок початку XIX століття.

## Візницькі дрожки

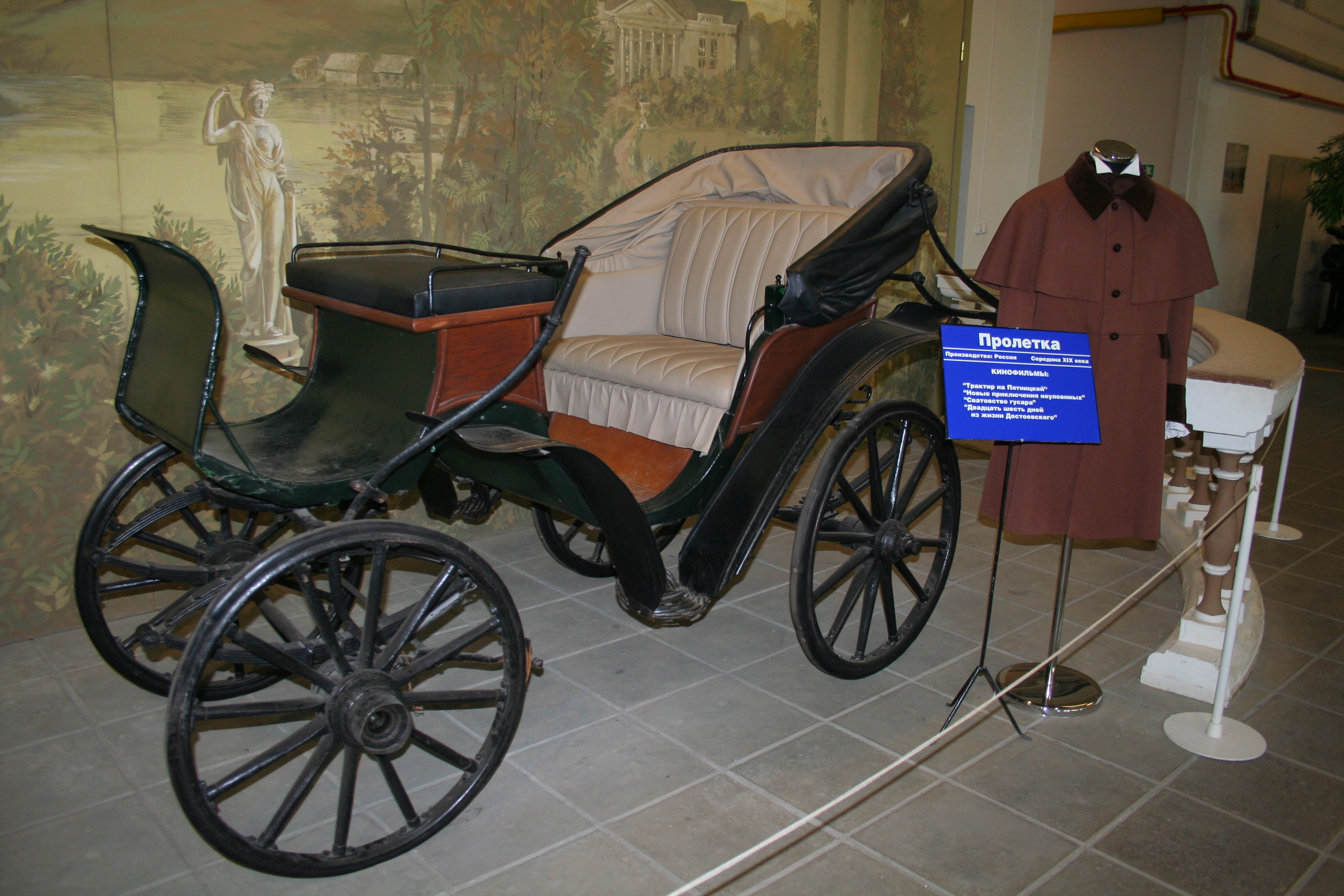
Прольотка середини XIX ст. Музей кіностудії «Мосфільм»

Візницькі дрожки (прольотні дрожки, прольотки) використовувалися візниками в містах. Це був легкий двомісний екіпаж на ресорах і з відкидним верхом. З'явилися у 1840-х роках, замінивши собою калібер. На початок XX ст. вони являли собою екіпаж типу фаетон, але запряжений тільки одним конем. У містах СРСР їх можна було побачити ще в 1940-х роках.

## Дроги
Дрогами називався довгий віз без кузова для перевезення великих вантажів (також щодо нього вживалася назва «биндюги́, бендюги́»). Він міг використовуватися і як катафалк. Візників на биндюгах називали «биндюжниками».

## Етимологія
Слово дрожки запозичене з російської мови, де його походження залишається неясним. У російській мові дроги означає також «нижня частина воза, снасть», а дрога — «підтоки, розвора». Припускається спорідненість з дав.-ісл. draga, давн-англ. dragan («тягти»), що зводиться до пра-і.є. *dherāgh-. Окрім того, існували гіпотези зв'язку з прасл. *drъgati («дрижати»), походження від пракельт. *drogon («колесо»), ірл. droch.
Російське слово було засвоєне й іншими мовами для позначення легкого екіпажа: нім. Droschke, пол. dorożka, чеськ. drožka. У польських джерелах повідомляється, що в російській і прусській Польщі словом dorożka називали той самий тип екіпажа, який в австрійській Польщі був відомий як fiakier.

## Галерея

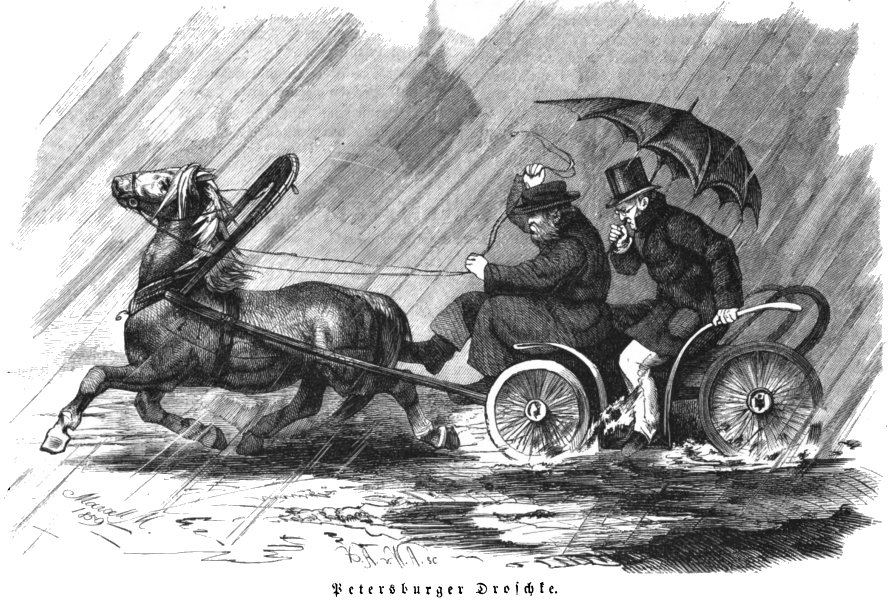
Бігові дрожки в Петербурзі. Малюнок 1860 року
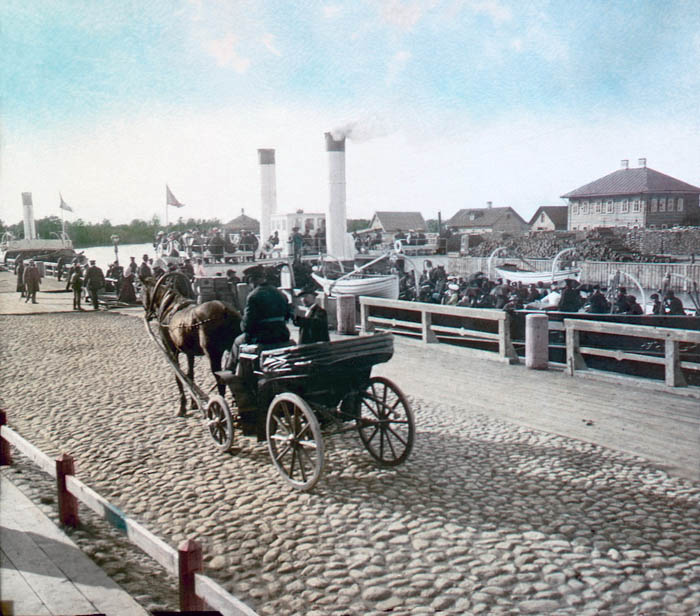
Прольотка в Петербурзі. Фото Ф. Краткого, 1896 р.
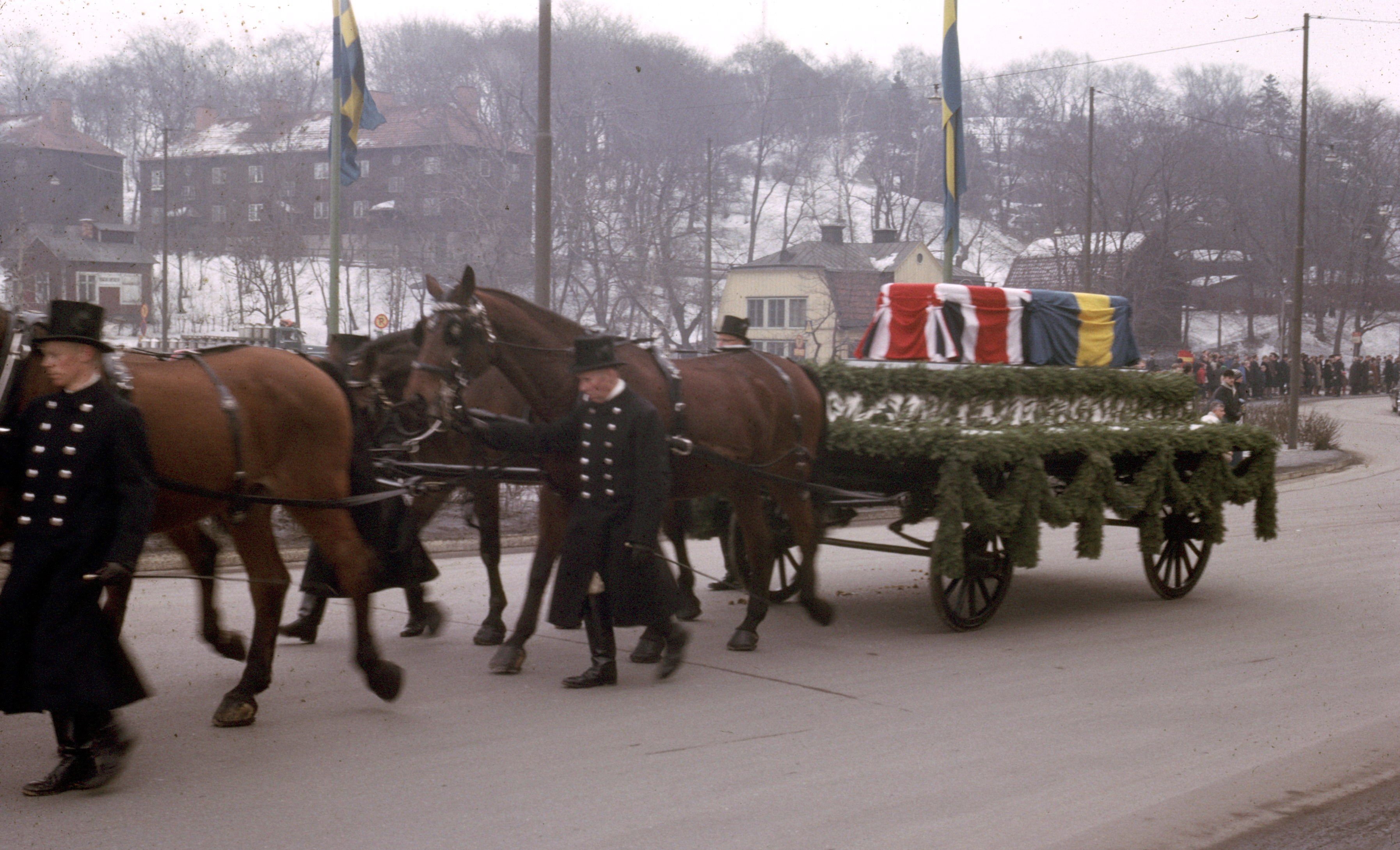
Дроги-катафалк. Швеція, 1965 р.